# Jermaine Jackson
Jermaine La Jaune Jackson (sinh ngày 11 tháng 12 năm 1954) là một ca sĩ, nhạc sĩ chơi guitar và là thành viên ban nhạc The Jackson 5 của Hoa Kỳ. Ông là anh trai của nam danh ca Michael Jackson.

## Danh sách album
- Jermaine (1972)
- Come into My Life (1973)
- My Name Is Jermaine (1976)
- Feel the Fire (1977)
- Frontiers (1978)
- Let's Get Serious (1980)
- Jermaine (1980)
- I Like Your Style (1981)
- Let Me Tickle Your Fancy (1982)
- Jermaine Jackson (1984)
- Precious Moments (1986)
- Don't Take It Personal (1989)
- You Said (1991)
- I Wish You Love (2012)